# 洞ノ上浩太

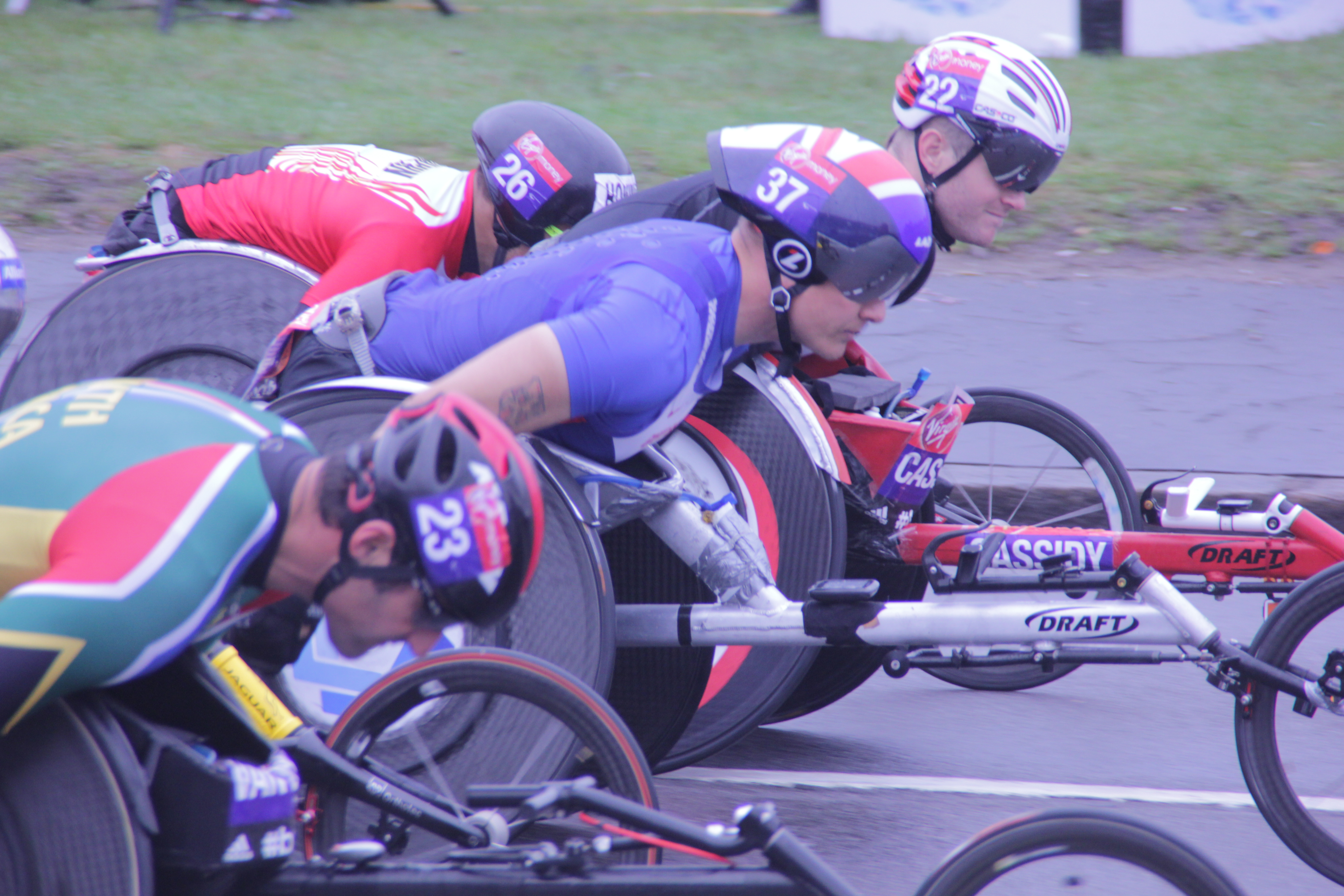
ロンドンマラソンでの洞ノ上（26番、2015年）

洞ノ上 浩太（ほきのうえ こうた、1974年3月30日 - 福岡県飯塚市出身）は、車いす陸上競技選手。ヤフー所属。

## 人物
2000年にバイク事故で車いす生活となり、2002年に知人の勧めで車いすマラソンを始める。その年の10月、大分国際車いすマラソン大会ハーフの部が初レースとなった。

## 主なレース成績
- 2006年　フェスピック　マラソン　優勝
- 2007年　IAAF世界陸上大阪2007日本代表（車いす1500mエキシビジョンレース）
- 2008年　北京パラリンピック日本代表（5000m、フルマラソン共に5位）
- 2010年　2月　東京マラソン　2位
  - 4月　ボストンマラソン 3位
  - 4月　ロンドンマラソン　4位
  - 5月　ソウル国際車いすマラソン　優勝
  - 6月　スイストラックミート5000m　9：55.04（日本記録）
  - 6月　スイスオープンナショナル　1500m　5位
    - 10000m　19：51.80（日本記録）

  - 8月　釧路湿原全国車いすマラソン（ハーフ）　優勝
  - 9月　ベルリンマラソン　2位
  - 11月　大分国際車いすマラソン　2位（国内1位）
  - 12月　アジアパラ競技大会　金メダル（車いすマラソンT54）
- 2011年
  - 2月　東京マラソン　2位
  - 5月　ソウル国際車いすマラソン　2位
  - 6月　オンシンゲンマラソン　2位（当時のフルマラソン日本新記録を樹立）
  - 10月　大分国際　4位
  - 11月　ニューヨークシティマラソン　3位
- 2012年
  - 4月　ソウル国際車いすマラソン　優勝
  - 9月　ロンドンパラリンピック　マラソンT54 6位入賞
- 2013年
  - 7月　世界選手権陸上競技大会　マラソンT54　3位
- 2014年
  - 3月　リスボンハーフマラソン　優勝
  - 4月　ボストンマラソン　2位
  - 6月　はまなすハーフマラソン　優勝
  - 7月　種子島ハーフマラソン　優勝
  - 9月　ベルリンマラソン　優勝
- 2015年
  - 2月　東京マラソン　優勝
  - 9月　鳥取ハーフマラソン　優勝
- 2016年
  - 2月　東京マラソン　3位

## 掲載記事・メディア露出等
- スポーツを変える青いチカラ
- JANJANニュース
- 北九州×クロス「走れ!ロンドンへ」（NHK北九州総合、2012年7月13日）